# Horton, Staffordshire
Horton är en civil parish i Storbritannien.   Den ligger i grevskapet Staffordshire och riksdelen England, i den södra delen av landet, 220 km nordväst om huvudstaden London. Antalet invånare är 778. Arean är 21,6 kvadratkilometer.
Terrängen i Horton är huvudsakligen platt, men åt nordost är den kuperad.